# Etzbach
Etzbach ist eine Ortsgemeinde im Landkreis Altenkirchen (Westerwald) in Rheinland-Pfalz. Sie gehört der Verbandsgemeinde Hamm (Sieg) an.

## Geographie
Etzbach liegt an einer Siegschleife gegenüber dem geteilten Ort Oppertsau (Ortsgemeinde Fürthen) bzw. Opperzau (Gemeinde Windeck, Rhein-Sieg-Kreis). Die Sieg bildet ab Fürthen die Landesgrenze zu Nordrhein-Westfalen. Auf der Gemeindegrenze zur Stadt Wissen, Stadtteil Nisterbrück, fließt die Nister in die Sieg.
Zu Etzbach gehören außer dem namengebenden Ort noch der Ortsteil Heckenhof und das Hofgut Herrgottsau (früher Hergesau).

## Geschichte

### Ortsgeschichte
Etzbach wurde erstmals in einer Urkunde aus dem Jahre 1290 erwähnt zusammen mit der gleichnamigen Familie von Etzbach.
Bis Mitte des 17. Jahrhunderts gehörte Etzbach landesherrlich zur Grafschaft Sayn. Die Einwohner wurden nach der Einführung der Reformation in der Grafschaft Sayn erst lutherisch und später reformiert. Nach der Landesteilung der Grafschaft Sayn im 17. Jahrhundert zählte Etzbach zur Grafschaft Sayn-Hachenburg.
Etzbach bildete innerhalb des Kirchspiels Hamm einen „Sende“ genannten eigenen Verwaltungsbezirk, zu dem auch die Orte Heckenhof, Herrgottsau und Kohlrich gehörten. Die Grafschaft Sayn-Hachenburg war 1799 auf dem Erbweg an die Fürsten von Nassau-Weilburg gefallen. Im Zusammenhang mit der Bildung des Rheinbundes kam Etzbach 1806 an das neu errichtete Herzogtum Nassau.
Aufgrund der auf dem Wiener Kongress (1815) getroffenen Vereinbarungen wurde die Region an das Königreich Preußen abgetreten. Unter der preußischen Verwaltung wurde Etzbach der Bürgermeisterei Hamm im neu errichten Kreis Altenkirchen im Regierungsbezirk Koblenz zugeordnet und gehörte von 1822 an zur Rheinprovinz.
Seit Gründung des Landes gehört Etzbach zu Rheinland-Pfalz.

### Bevölkerungsentwicklung
Die Entwicklung der Einwohnerzahl von Etzbach, die Werte von 1871 bis 1987 beruhen auf Volkszählungen:
| Jahr | Einwohner |
| 1815 | 155       |
| 1835 | 220       |
| 1871 | 248       |
| 1905 | 287       |
| 1939 | 342       |
| 1950 | 428       |

| Jahr | Einwohner |
| 1961 | 542       |
| 1970 | 719       |
| 1987 | 822       |
| 2005 | 1.320     |
| 2017 | 1.339     |

## Politik

### Gemeinderat
Der Gemeinderat in Etzbach besteht aus 16 Ratsmitgliedern, die bei der Kommunalwahl am 9. Juni 2024 in einer Mehrheitswahl gewählt wurden, und dem ehrenamtlichen Ortsbürgermeister als Vorsitzendem.

### Bürgermeister
Ortsbürgermeister von Etzbach ist Ulf Langenbach. Bei der Direktwahl am 26. Mai 2019 wurde er mit einem Stimmenanteil von 88,44 % und am 9. Juni 2024 als einziger Bewerber mit 90,7 % jeweils für fünf Jahre wiedergewählt.

### Wappen
Die Ortsgemeinde Etzbach hat die Genehmigung zur Führung eines eigenen Wappens erhalten. Die Genehmigungsurkunde wurde am 15. August 2010 durch den Altenkirchener Landrat Michael Lieber an Ortsbürgermeister Wolf-Dieter Stuhlmann überreicht. Die zwei vom linken und rechten unteren Rand bis zur Mitte durchlaufen Wellenbänder symbolisieren den Etzbach und die Nister. Sie münden in ein weiteres nach oben weisendes Wellenband, welches die aufnehmende Sieg symbolisiert. Die dadurch entstehende Dreiteilung des Wappens nimmt Bezug auf die drei Ortsteile Etzbach, Heckenhof und Hergottsau. Die Gemeinde Etzbach gehörte zur früheren Grafschaft Sayn-Hachenburg, daran erinnert der leopardierte goldene Löwe auf rotem Grund. Im grünen Feld ist eine Eule zu sehen. Diese stilisiert das jahrhundertealte Attribut der „Etzbacher Eulen“, zugleich drückt sie das hohe Aufkommen dieser Gattung und ein hohes Aufkommen seltener anderer Vogelarten im Gemeindegebiet aus. Der grüne Untergrund symbolisiert zudem Waldungen und Landwirtschaft. Der stilisierte Fisch auf blauem Grund im unteren Feld versinnbildlicht den Fischreichtum der Sieg und die örtliche Fischerei-Genossenschaft. Gleichzeitig nimmt das Wappen damit einen Bezug zum Genossenschaftsgründer Raiffeisen aus dem Nachbarort Hamm.

## Verkehr

### Schienenverkehr
Etzbach verfügt über einen Haltepunkt der Siegstrecke (Köln–Au (Sieg)–Siegen), welcher durch die Linie RB 90 (Westerwald-Sieg-Bahn der Hessischen Landesbahn (HLB), Bereich Dreiländerbahn), nach dem Rheinland-Pfalz-Takt stündlich angefahren wird. Zusätzlich halten im Nacht- und Berufsverkehr einzelne Züge des RE 9.
| Linie | Verlauf | Takt                                                          |
| ----- | --- | ------------------------------------------------------------- |
| RE 9  | Rhein-Sieg-Express: Aachen Hbf – Aachen-Rothe Erde – Stolberg (Rheinl) Hbf – Eschweiler Hbf – Langerwehe – Düren – Horrem – Köln-Ehrenfeld – Köln Hbf – Köln Messe/Deutz – Porz (Rhein) – Troisdorf – Siegburg/Bonn – Hennef (Sieg) – Eitorf – Herchen – (Dattenfeld –)* Schladern (Sieg) – (Rosbach (Windeck) –)* Au (Sieg) – (Etzbach –)* Wissen (Sieg) – (Niederhövels – Scheuerfeld (Sieg) –)* Betzdorf (Sieg) – Kirchen – Brachbach (– Niederschelden – Eiserfeld (Sieg))* – Siegen Hbf * Halt einzelner Züge im Nacht- und Berufsverkehr Stand: Fahrplanwechsel Dezember 2023 | 60 min                                                        |
| RB90  | Westerwald-Sieg-Bahn: (Kreuztal – Siegen-Geisweid – Siegen-Weidenau –)* Siegen Hbf – Eiserfeld (Sieg) – Niederschelden Nord – Niederschelden – Mudersbach – Brachbach – Freusburg Siedlung – Kirchen – Betzdorf (Sieg) – Scheuerfeld (Sieg) – Niederhövels – Wissen (Sieg) – Etzbach – Au (Sieg) – Geilhausen – Pracht Hohegrete – Breitscheidt (Kr Altenkirchen Ww) – Kloster Marienthal (wochentags zweistdl.) – Obererbach – Altenkirchen (Westerwald) – Ingelbach – Hattert – Hachenburg – Unnau-Korb – Nistertal-Bad Marienberg (– Büdingen (Westerw) – Enspel – Rotenhain) (zweistündlich) – Langenhahn – Westerburg – Willmenrod – Berzhahn – Wilsenroth – Frickhofen – Niederzeuzheim – Hadamar – Niederhadamar – Elz (Kr Limburg/Lahn) – Staffel – Diez Ost – Limburg (Lahn) * einzelne Züge an Werktagen Stand: Fahrplanwechsel Dezember 2022 | 60 min 120 min (Westerburg–Limburg an Wochenenden/Feiertagen) |

Am rund drei Kilometer entfernt gelegenen Bahnhof Au (Sieg) besteht zudem Anschluss an den Rhein-Sieg-Express (RE 9) sowie zu den S-Bahn-Linien S 12 und S 19.

### Straßenverkehr
Zudem wird Etzbach von der B 62 tangiert.

## Kultur
Liste der Kulturdenkmäler in Etzbach